# The Magic Pear Tree
The Magic Pear Tree ist ein US-amerikanischer animierter Kurzfilm von Charles Swenson aus dem Jahr 1968.

## Handlung
Der berühmte Liebhaber Jean Navarro erreicht das Schloss eines Marquis. Dieser ist ein vulgärer Lebemann, der seit kurzer Zeit mit der jungen Chantelle verheiratet ist. Beim Mittagessen schläft der Marquis ein und Chantelle begibt sich mit Jean in den Garten, zeigt ihm die Rosen, die Ställe und das Sommerhaus und gesteht ihm kurz darauf ihre Liebe. Jean verlangt von ihr als Beweis ihrer Zuneigung drei Dinge: Die Schwanzfedern vom Lieblingsvogel ihres Ehemanns, Barthaare des Marquis sowie einen seiner Zähne. Sie kann alle drei Dinge besorgen. Jean schlägt daraufhin ein Picknick für alle drei Personen vor, das unter einem Birnbaum veranstaltet wird.
Um Chantelle nahekommen zu können, steigt Jean auf den Baum, da er angeblich Birnen für den Nachtisch pflücken will. Von oben bittet er den Marquis, doch nicht in seiner Gegenwart Zärtlichkeiten mit Chantelle auszutauschen. Der Marquis weist dies zurück, doch behauptet Jean, dass er von oben beide zusammen sähe. Er schlussfolgert, dass es sich um einen magischen Birnbaum handeln muss. Der Marquis will sich davon selbst überzeugen. Während er auf den Baum klettert, fallen sich Chantelle und Jean in die Arme. Der Marquis wiederum ist nach dem Blick nach unten davon überzeugt, dass es sich tatsächlich um einen magischen Birnbaum handeln muss.

## Produktion
Die Handlung beruht auf einer Geschichte von Giovanni Boccaccio. Der Film wurde von Charles Swenson, Duane Crowther, Dave Brain und Ron Campbell animiert. Erstmals wurde der Film 1968 veröffentlicht.

## Synchronisation
| Rolle        | Originalsprecher |
| ------------ | ---------------- |
| Jean Navarro | Paul Frees       |
| Chantelle    | Agnes Moorehead  |
| Marquis      | Keenan Wynn      |

## Auszeichnungen
The Magic Pear Tree wurde 1969 für einen Oscar in der Kategorie Bester animierter Kurzfilm nominiert, konnte sich jedoch nicht gegen Winnie Puuh und das Hundewetter durchsetzen.